# Antoine François Prévost
Pour les articles homonymes, voir Prévost.
L’abbé Antoine François Prévost [pʁevo], dit l'abbé Prévost, né le 1er avril 1697 à Hesdin et mort le 25 novembre 1763 à Courteuil (France), est un romancier, historien, journaliste, traducteur et homme d'Église français.

## Biographie

### Jeunesse et formation
Fils de Liévin Prevost (1697-1739), avocat au Parlement, conseiller et procureur du roi au bailliage d’Hesdin, lui-même fils d’un maître brasseur, Prévost fait des études au collège d’Hesdin où il est remarqué par les jésuites qui l’envoient, avec son frère Liévin-Norbert, au noviciat du collège d'Harcourt à Paris, peut-être dès 1712 ou 1713. Les Pères, l’ayant surpris à travailler à un ouvrage profane, l’auraient congédié en 1714. Sur le chemin de Rome pour demander au pape de le réintégrer dans l’Ordre, il aurait rencontré un officier qui l’aurait persuadé de s’engager. Bientôt déserteur, il s’enfuit en Hollande où il tient un café. Il aurait profité de l’amnistie générale proclamée par le duc d’Orléans en 1716 pour rentrer en France et entamer, le 11 mars 1717, un second noviciat chez les jésuites à Paris, avant d’être envoyé terminer sa philosophie au collège de La Flèche avant de s’enfuir de nouveau, après avoir été surpris à composer les Mémoires d’un homme de qualité, avant la fin de son noviciat, à la fin de 1718 ou au début de 1719, pour s’engager à nouveau dans l’armée, cette fois comme officier dans la campagne de Catalogne. En juin 1719, la guerre finie, il disparaît de nouveau, peut-être en Hollande.
Au cours de l’été 1720, il entre chez les bénédictins de l’abbaye de Jumièges, avant de prononcer ses vœux le 9 novembre 1721 selon la stricte règle réformée de Saint-Maur et d’être envoyé, un an, à l’abbaye de Saint-Ouen se former aux méthodes de l’édition savante sous Dom Charles de La Rue. En 1721, il donne le manuscrit des Aventures de Pomponius, chevalier romain, roman à clé et satire anti-jésuite sous couvert de récit antiquisant, à un éditeur rouennais avant de le reprendre. Envoyé en 1722 à l’abbaye du Bec-Hellouin faire ses trois ans de théologie suivis d’une année d’exercices spirituels, on le retrouve, l’année suivante, à l’abbaye de Fécamp, avant de passer, une année plus tard à l’abbaye de Sées, où il commence à retravailler une traduction de l’Historia mei temporis du président de Thou. En 1724, l’éditeur Valat d’Amsterdam publie les Aventures de Pomponius, chevalier romain, dont on lui a envoyé le manuscrit de Paris. En 1726, il est ordonné prêtre par Pierre Sabatier et part enseigner les humanités au collège Saint-Germer d’où il alla prêcher un an à Évreux. Rallié, bon gré mal gré, à la bulle Unigenitus, en 1727, il participe officiellement à la rédaction de la Gallia Christiana, un monumental ouvrage collectif des bénédictins, à l’abbaye de Saint-Germain-des-Prés, mais travaille en réalité aux Mémoires et aventures d’un homme de qualité dont il dépose le manuscrit des deux premiers tomes à la censure le 15 février 1727. En 1728, il obtient une approbation pour les deux premiers tomes des Mémoires et aventures d’un homme de qualité qui s’est retiré du monde. Dans le courant de la même année, il entreprend de demander son transfert dans une branche moins stricte de l’ordre de Saint-Benoît mais échouant à l’obtenir, il quitte son monastère sans autorisation. Frappé d’une lettre de cachet, il s’enfuit à Londres. Il devient précepteur de Francis Eyles, fils d'un sous-gouverneur de la South Sea Company ; il visite avec lui le sud de l'Angleterre. Ayant séduit et tenté d'épouser la fille de J. Eyles, il est obligé de quitter Londres à la fin de 1730.

### Vie d’écrivain et voyages

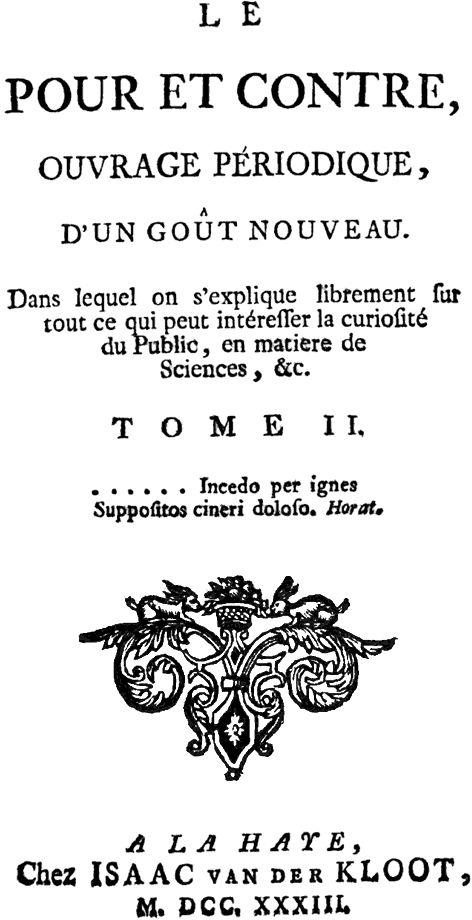
Page de titre du Le Pour et Contre, Ouvrage Périodique, d’un goût nouveau dans lequel on s’explique librement sur tout ce qui peut intéresser « la curiosité du Public, en matiere de Sciences, etc. » (La Haye, Chez Isaac van der Kloot) de Prévost.

Il se rend alors à Amsterdam, en Hollande où il se lie à une aventurière du nom d’Hélène Eckhardt, dite Lenki, et publie à Utrecht en 1731 et 1732 les tomes I à IV du Philosophe anglais ou Histoire de monsieur Cleveland, fils naturel de Cromwell, écrite et traduite de l’anglais par lui-même. Entre-temps, ayant pris le nom de Prévost « d’Exiles » par allusion à ses propres périples, il se plonge dans la traduction de la Historia sui temporis du président de Thou et publie la suite en trois volumes des Mémoires et aventures d’un homme de qualité dont le dernier relate l’Histoire du chevalier des Grieux et de Manon Lescaut, peut-être inspirée d’une de ses propres aventures et que le parlement de Paris condamnera au feu. Prévost ayant interrompu la composition du Philosophe anglais, son éditeur hollandais commissionne un cinquième volume apocryphe (Utrecht, 1734) qui compromet son prétendu auteur par ses attaques contre les jésuites.
En 1733, criblé de dettes, Prévost retourne à Londres où il fonde Le Pour et Contre, journal principalement consacré à la connaissance de la littérature et de la culture anglaise. Il en est le principal auteur et poursuit son édition de façon presque ininterrompue jusqu'en 1740. Il ne rétablit pas pour autant ses affaires ; il fait un faux chèque qui le mène en prison en décembre 1733 et rentre en France au début de 1734.
En 1734, il négocie son retour chez les bénédictins et effectue un second noviciat de quelques mois à l’abbaye de la Croix-Saint-Leufroy, près d'Évreux, avant de devenir, au début de 1736, l’aumônier du prince de Conti, qui le protège. Les trois derniers tomes du Philosophe anglais paraissent enfin clandestinement, à Paris, en 1738-1739.
Il publiera d'autres romans, dont Le Doyen de Killerine (1735-1740) et Histoire d’une Grecque moderne (1740), et des traductions de l'anglais, dont la monumentale encyclopédie Histoire générale des voyages (15 vol., 1746-1759) du libraire Thomas Astley (en) qui introduit à l'ensemble des relations de voyage publiées depuis le XVe siècle ; il contribue à diffuser Samuel Richardson en France, notamment par deux traductions de ses romans : Lettres anglaises ou Histoire de miss Clarisse Harlowe (1751) et Nouvelles Lettres anglaises ou Histoire du chevalier Grandisson (1755).
En 1755 il dirige le Journal étranger, fondé par Ignace Hugary de La Marche-Courmont.

### Fin de sa vie
Il passe ses dernières années à Paris au no 12 de la rue Saint-Séverin et à Saint-Firmin, à côté de Chantilly, où il avait récemment acquis une « solitaire habitation ».
Une légende tenace raconte que l'abbé aurait subi une crise d’apoplexie au retour d’une visite aux bénédictins de Saint-Nicolas-d’Acy, dans l'actuelle commune de Courteuil, qu'il aurait été transporté au presbytère à la suite de son accident, que le bailli de l'abbaye aurait fait quérir le chirurgien de l'abbaye pour ouvrir le corps afin qu'il puisse procéder au procès-verbal d'autopsie, et que Prévost n'était pas encore mort mais aurait expiré sous le scalpel du chirurgien,. Jean Sgard a démontré que le dernier épisode de cette histoire a été inventé en 1782, presque 20 ans après sa mort, survenue le 25 novembre 1763. L'abbé Prévost est mort d'une rupture d'anévrisme. Il a bien été autopsié et sa mort est constatée.
À Courteuil, un calvaire mentionne sa mort ; laquelle est également attestée dans le registre paroissial de Courteuil, dans la vallée de la Nonette.

## Œuvres

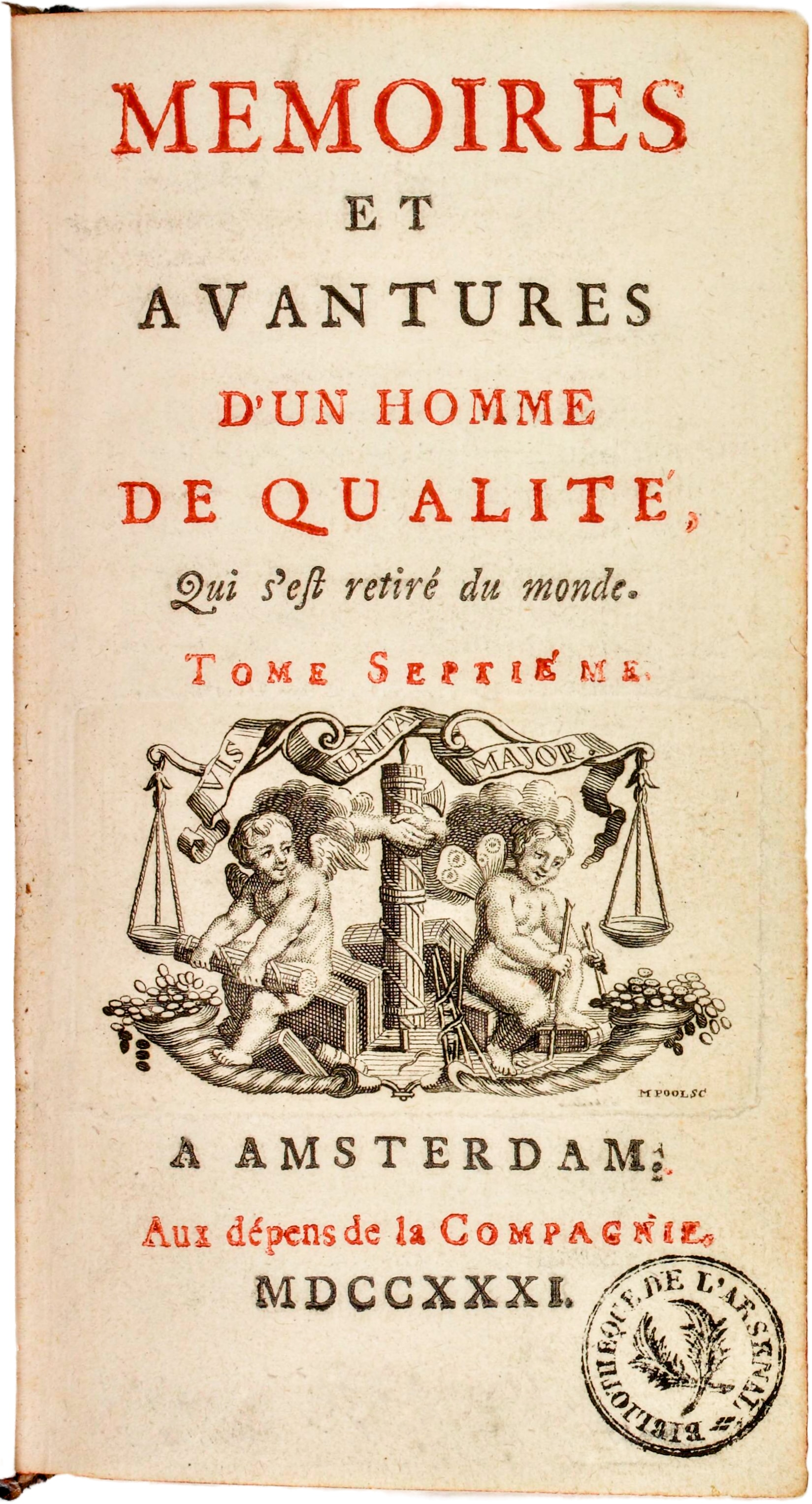
Mémoires d’un Homme de Qualité

- Les Aventures de Pomponius, chevalier romain (1724).
- Mémoires et aventures d’un homme de qualité (1728-1731)
  - Histoire du chevalier des Grieux et de Manon Lescaut (le 7e tome des Mémoires et aventures d'un homme de qualité), plus connu comme "Manon Lescaut" (1731, 1753).
- Le Philosophe anglais ou Histoire de M. Cleveland, fils naturel de Cromwell (1731- 1739).
- Le Pour et contre, périodique littéraire (1733-1740).
- Le Doyen de Killerine (1735-1740).
- Histoire d'une Grecque moderne (1740).
- Histoire générale des voyages (au total 20 vol. : 15 vol. de 1746 à 1759, suivis de 5 vol. posthumes jusqu’en 1789[8]).
- Histoire de Marguerite d’Anjou (1740).
- Mémoires pour servir à l’histoire de Malte (1741).
- Campagnes philosophiques (1741).
- Histoire de Guillaume le Conquérant, duc de Normandie et roi d'Angleterre, Prault fils (1742).
- Manuel lexique ou dictionnaire portatif des mots François (1750).
- Le Monde moral ou Mémoires pour servir à l’histoire du cœur humain (1760).

### Éditions modernes
- Œuvres de Prévost, dir. Jean Sgard, Presses universitaires de Grenoble, 8 vol., 1977-1986.  (ISBN 978-2-70610-129-8). 
Cet ouvrage comprend : 1. Mémoires et aventures d’un homme de qualité qui s’est retiré du monde. Histoire du chevalier des Grieux et de Manon Lescaut. 2. Le Philosophe anglais ou Histoire de monsieur Cleveland. 3. Le Doyen de Killerine. 4. Histoire d’une Grecque moderne. Mémoires pour servir à l’histoire de Malte. Campagnes philosophiques. 5. Histoire de Guillaume le Conquérant ; Histoire de Marguerite d’Anjou. 6. Voyages du capitaine Robert Lade ; Mémoires d’un honnête homme ; Le Monde moral. 7. Les Aventures de Pomponius ; Contes singuliers ; Préfaces et opuscules ; Avertissements de l’Histoire des voyages ; Critique du roman dans le Pour et contre ; Correspondance. 8. Commentaires et notes.
- Le Pour et Contre, éd. Steve Larkin, Oxford, Voltaire Foundation, 1993, 2.
- Manon Lescaut, éd. Jean Sgard, GF-Flammarion, 1995.  (ISBN 2080708538).
- Manon Lescaut, éd. Jean Goulemot, Paris, L.G.F., 2005.  (ISBN 2253081035).
- Manon Lescaut, éd. d'Avallon, 2023.
- Histoire d’une Grecque moderne, éd. Jean Sgard, PUG 1989.  (ISBN 2706103345).
- Mémoires et aventures d'un homme de qualité, éd. Jean Sgard, Paris, Desjonquères, 1995.
- La Jeunesse du commandeur, Paris, Garnier-Flammarion 2005.  (ISBN 2080711962).
- Cleveland : le philosophe anglais ou Histoire de M. Cleveland, fils naturel de Cromwell, éd. Jean Sgard et Philip Stewart, Paris, Desjonquères, 2006.  (ISBN 978-2-84321-057-0).
- Contes singuliers tirés du "Pour et contre", Paris, Classiques Garnier, 2010, 495 p.